# Georgeantha hexandra
Georgeantha hexandra är en gräsväxtart som beskrevs av Barbara Gillian Briggs och Lawrence Alexander Sidney Johnson. Georgeantha hexandra ingår i släktet Georgeantha och familjen Ecdeiocoleaceae. Inga underarter finns listade i Catalogue of Life.